# ادوینزتو
ادوینزتو (به انگلیسی: Edwinstowe) یک روستا و محله مدنی در بریتانیا است که در نیوارک و شروود واقع شده‌است. ادوینزتو ۵٬۱۸۸ نفر جمعیت دارد.